# Cal Gatzira
Cal Gatzira és una masia de Santa Perpètua de Mogoda (Vallès Occidental) inclosa a l'Inventari del Patrimoni Arquitectònic de Catalunya. És una masia d'estil renaixentista que conserva les antigues pedres nobles pertanyents a l'antiga "Cal Gatzira".

## Descripció
És un edifici que consta de tres plantes, tancada per un ràfec i coberta a doble vessant amb teula àrab. A la planta baixa se situa la porta principal. A la dovella central, que està descentrada, hi ha un escut (IHS). A la primera planta, hi ha dues finestres rectangulars amb un escut a la de la banda dreta. A la segona planta, hi ha cinc finestres amb arc de mig punt que podrien tenir la funció d'assecador. Té un cos adossat, amb data de 1624, que és molt més baix que el principal i que està molt reformat. Té un rellotge de sol. Els materials de construcció són còdols i pedra. La façana principal està arrebossada.